# Mark Ivanir

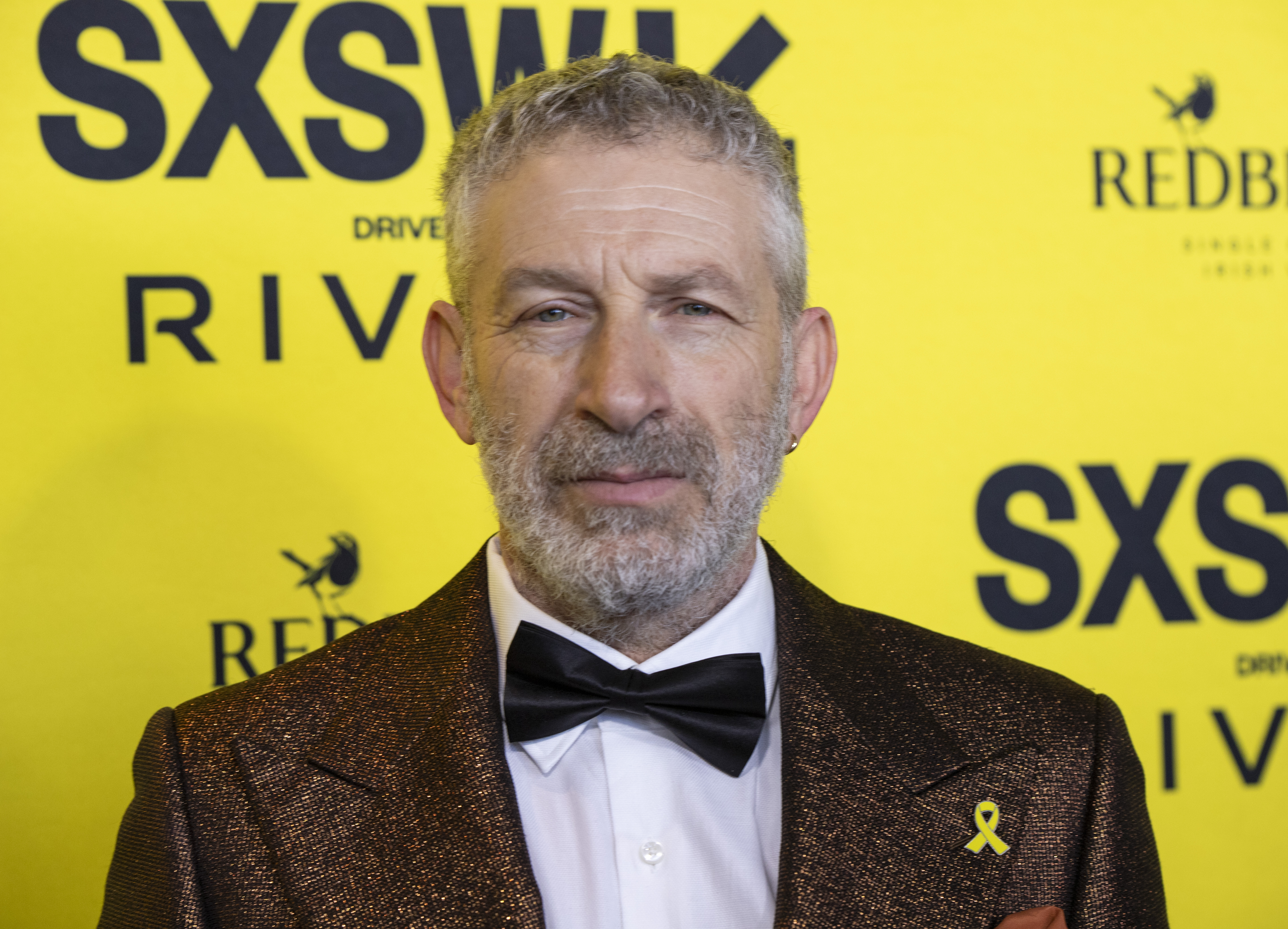
Mark Ivanir (2025)

Mark Ivanir (hebräisch מארק איווניר; * 6. September 1968 in Czernowitz, Ukrainische Sowjetrepublik, Sowjetunion) ist ein israelischer Schauspieler und Synchronsprecher.

## Leben
Der gebürtige Ukrainer Mark Ivanir wanderte mit seiner Familie 1972 nach Israel aus, wo er nahe der Stadt Bnei Berak aufwuchs. Nach seinem Wehrdienst studierte er Clownerie in Paris und trat im Cirque Pauwels auf. Es folgte ein Schauspielstudium bei Nissan Nativ, bevor er für mehrere Jahre unter anderem im Cameri-Theater und im Gesher Theater spielte, sowie mit Theatergruppen auf Tour ging. Er zeigte eine größere Rollenvielfalt, da er Hebräisch, Ukrainisch, Russisch und Englisch sprach. Mit seinem von ihm mitbegründeten Gesher Theatre tourte er auch durch England und spielte in London. Nachdem er für das Kriegsdrama Schindlers Liste gecastet wurde, zog er komplett nach London, wo er Schauspiel am Theater De Complicite studierte und weiterhin Theater spielte. Seit 2001 lebt er in Los Angeles und spielte in Filmen wie Mr. & Mrs. Smith, Der gute Hirte und Johnny English – Jetzt erst recht! mit.
2010 wurde er für seine Rolle in der Tragikomödie Die Reise des Personalmanagers mit einer Nominierung als Bester Hauptdarsteller für den israelischen Filmpreis Ophir Award bedacht.

## Filmografie (Auswahl)

### Film
- 1988: Der stählerne Adler II (Iron Eagle II)
- 1991: Delta Force 3 – The Killing Game
- 1993: Schindlers Liste (Schindler’s List)
- 2000: In stürmischen Zeiten (The Man Who Cried)
- 2003: Marines – Gehetzt und verraten (Marines)
- 2004: Terminal (The Terminal)
- 2005: Mr. & Mrs. Smith
- 2005: The Cutter
- 2006: Der gute Hirte (The Good Shepherd)
- 2006: Undisputed 2 (Undisputed II: Last Man Standing)
- 2007: Hunting Party – Wenn der Jäger zum Gejagten wird (The Hunting Party)
- 2008: Get Smart
- 2008: Inside Hollywood (What Just Happened?)
- 2010: Die Reise des Personalmanagers (שליחותו של הממונה על משאבי אנוש)
- 2010: Undisputed III: Redemption
- 2010: Bunraku
- 2011: 360
- 2011: Die Abenteuer von Tim und Struppi – Das Geheimnis der Einhorn (The Adventures of Tintin)
- 2011: Johnny English – Jetzt erst recht! (Johnny English Reborn)
- 2012: Der Ruf der Wale (Big Miracle)
- 2012: Die vierte Macht
- 2012: Saiten des Lebens (A Late Quartet)
- 2017: Es war einmal in Deutschland …
- 2018: 7 Tage in Entebbe (7 Days in Entebbe)
- 2022: Rubikon
- 2023: Heart of Stone
- 2024: Emilia Pérez
- 2025: Idiotka

### Serie
- 2002: JAG – Im Auftrag der Ehre (JAG, eine Folge)
- 2003: Monk – Mr. Monk geht in den Zirkus
- 2003: 24 (zwei Folgen)
- 2003: Without a Trace – Spurlos verschwunden (Without a Trace, eine Folge)
- 2003: Beauty and the Baker (drei Staffeln, je 20 Folgen)
- 2005: CSI: NY (eine Folge)
- 2005: The Shield – Gesetz der Gewalt (The Shield, eine Folge)
- 2006: CSI: Crime Scene Investigation (CSI: Crime Scene Investigation, eine Folge)
- 2007: Law & Order (eine Folge)
- 2008: Terminator: The Sarah Connor Chronicles (zwei Folgen)
- 2009: CSI: Miami (zwei Folgen)
- 2009: Dollhouse (eine Folge)
- 2010: Fringe – Grenzfälle des FBI (Fringe, eine Folge)
- 2010: Im Angesicht des Verbrechens (neun Folgen)
- 2011: Burn Notice (eine Folge)
- 2012: Touch (1. Staffel, Folge 2)
- 2014: The Blacklist als Ivan (eine Folge)
- 2014: Grimm als Boris Myshkin (eine Folge)
- 2014: The Mentalist als Jan Nemic (eine Folge)
- 2014: Braquo als Levani Jordania (acht Folgen)
- 2015, 2018: Homeland (acht Folgen)
- 2017: Madam Secretary (eine Folge)
- 2017: Transparent (vier Folgen)
- 2018, 2022: Barry (fünf Folgen)
- 2019: For All Mankind (zwei Folgen)
- 2020: Away (zehn Folgen)
- 2022: Babylon Berlin (zwölf Folgen)
- 2024: Die Zweiflers (Miniserie)
- 2024: Mayor of Kingstown (8 Folgen)
- 2025: Zero Day (Miniserie, 3 Folgen)

### Videospiel
- 2005: Psychonauts
- 2006: Gothic 3
- 2006: Tom Clancy’s Splinter Cell: Double Agent
- 2007: Call of Duty 4: Modern Warfare
- 2007: Close to Home
- 2007: World in Conflict
- 2009: The Chronicles of Riddick: Assault on Dark Athena
- 2009: World in Conflict: Soviet Assault
- 2010: Metro 2033
- 2011: Assassin’s Creed: Revelations
- 2011: Battlefield 3
- 2011: Call of Duty: Modern Warfare 3
- 2012: Ghost Recon: Alpha

## Auszeichnungen (Auswahl)
- 2010: eine Nominierung des israelischen Filmpreises Ophir Award als Bester Hauptdarsteller für seine Rolle in Die Reise des Personalmanagers